# Andrej Serdjukov

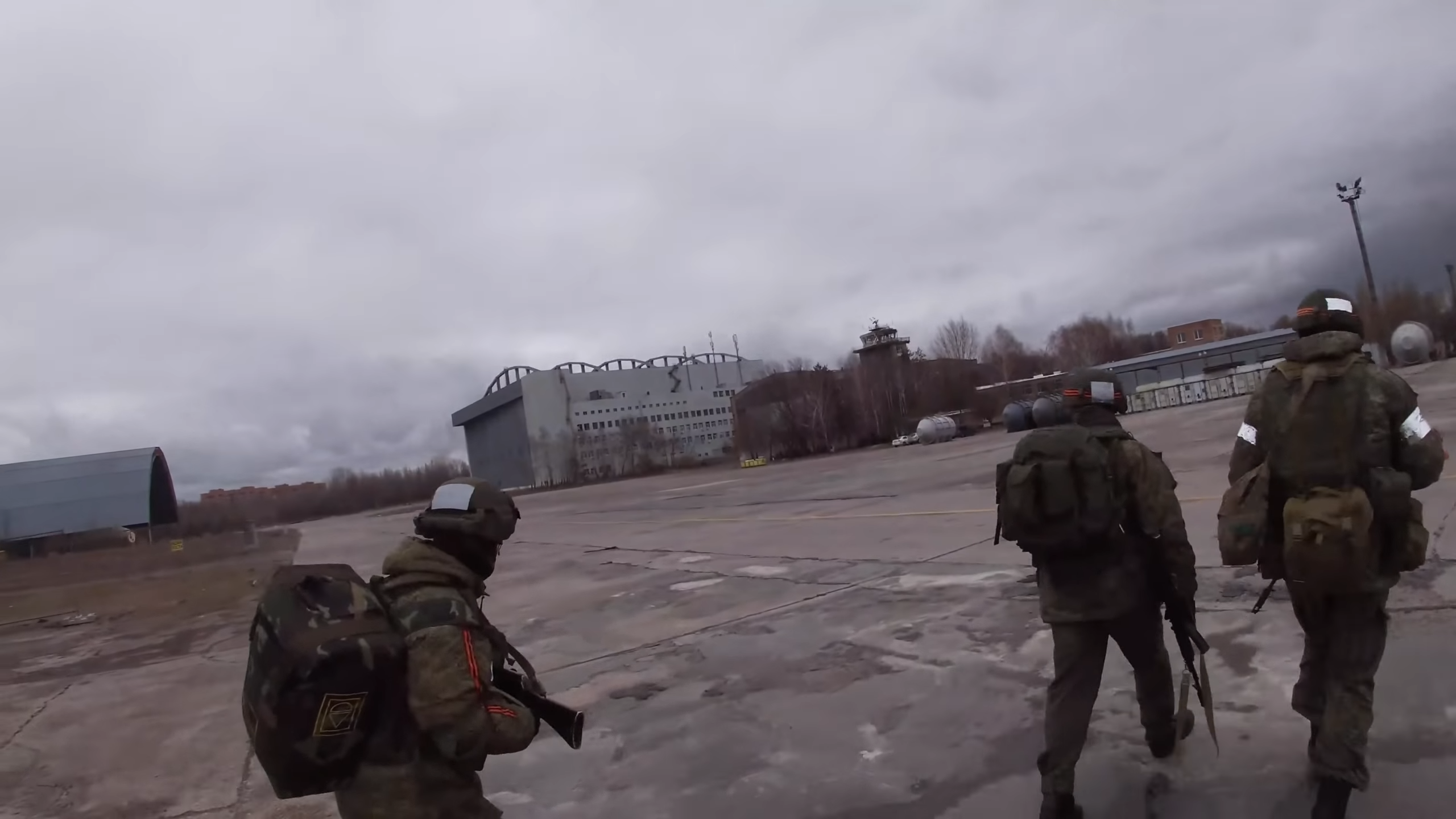
Ryska fallskärmsjägare avancerar under Slaget om Antonovflygplatsen framför den hangar, där flygplanet Antovov An-225 Mrija stod.

Andrej Nikolajvitj Serdjukov (ryska: Андрей Николаевич Сердюков), född 4 mars 1962 i Uglegorsk i Tatsinskijdistriktet i Rostov oblast i Sovietunionen, är en rysk militär. Han var chef för Rysslands luftanfallsstyrkor 2016–2022.

## Biografi
Andrej Serdjukov utbildades från 1979 på Ryazans fallskärmsjägarbefälsskola i Ryazan och blev därefter plutonchef för en spaningspluton i 104:e luftlandssättningsdivisionen. År 1993 utexaminerades han från Frunze militärakademi i Moskva. Han blev biträdande chef för ett regemente tillhörande 76:e luftlandsättningsdivisionen. Serdjukov deltog i Första Tjetjenienkriget. År 1995 blev han chef för 237:e luftlandsättningssregementet. 
Han var 1999 biträdande chef för den ryska bataljon, som ingick i den multinationella fredsbevarande KFOR-styrkan och 2002–2003 chef för 138:e mekaniserade brigaden i Leningrads militärdistrikt och 2004–2007 för 106:e luftanfallsdivisionen. 
Andrej Serdjukov utexaminerades 2009 från Rysslands försvarsmakts generalstabs militärakademi i Moskva. År 2013 blev han stabschef för Södra militärdistriktet och ledde våren 2014 de ryska styrkorna som annekterade Krim samt därefter i augusti–september 2015 de ryska förband som gick in i Donbass.
Han utsågs 2016 till chef för Rysslands luftanfallsstyrkor och ledde mellan april och september 2019 de ryska styrkorna i inbördeskriget i Syrien och 2022 Rysslands fredsbevarande styrkor i Kazakhstan.

### Rysslands invasion av Ukraina 2022
Förband ur Rysslands luftanfallsstyrkor under Andrej Serdjukov svarade för det inledande anfallet på Kiev under Rysslands invasion av Ukraina 2022 den 24 februari 2022. På morgonen krigets första dag den 24 februari 2022 försökte helikopterburna fallskärmssoldater att inta Hostomels flygplats för att kunna flyga in förstärkningar och materiel för att ta huvudstaden.
Operationens första anfallsvåg den 24 februari fallerade, med stora ryska förluster som följd. Ukrainarna kontrade mot det första ryska brohuvudet på flygfältet, hindrade ditflugna Iljusjin IL-76-transportflygplanen med stridsfordon att landa och besegrade fallskärmssoldaterna, vilka saknade tunga vapen. Ett andra ryskt anfall dagen därpå med armésoldater som anlänt landvägen från Belarus samt nya luftlandsättningsenheter ledde till att flygplatsen då intogs av ryssarna, men landningsbananen hade skadats och överraskningsmomentet förlorats.
I juni 2022 rapporterades det från ukrainskt håll att Vladimir Putin hade avskedat Andrej Serdjukov för hans misslyckade försök att på den ryska Ukraina-invasionens första dag inta Hostomels flygplats med luftlandsättningsförband med Mi-8- och Ka-52-helikoptrar (Slaget om Antonovflygplatsen). Han ersattes som chef för luftanfallsstyrkorna av Mikhail Teplinskij.